# Jordánia az 1996. évi nyári olimpiai játékokon
Jordánia az egyesült államokbeli Atlantában megrendezett 1996. évi nyári olimpiai játékok egyik részt vevő nemzete volt. Az országot az olimpián 3 sportágban 5 sportoló képviselte, akik érmet nem szereztek.

## Atlétika
Férfi
| Versenyző                     | Versenyszám | Selejtező | Selejtező | Döntő    | Döntő    |
| Versenyző                     | Versenyszám | Eredmény  | Helyezés  | Eredmény | Helyezés |
| ----------------------------- | ----------- | --------- | --------- | -------- | -------- |
| Fahr ed-Dín Fuád ed-Dín Dzsór | Magasugrás  | 210 cm    | 34.       | kiesett  | kiesett  |

Női
| Versenyző   | Versenyszám | Selejtező | Selejtező | Döntő    | Döntő    |
| Versenyző   | Versenyszám | Eredmény  | Helyezés  | Eredmény | Helyezés |
| ----------- | ----------- | --------- | --------- | -------- | -------- |
| Nada Kaavár | Súlylökés   | 15,28 m   | 24.       | kiesett  | kiesett  |

## Sportlövészet
Férfi
| Versenyző          | Versenyszám | Selejtező | Selejtező | Döntő   | Döntő    |
| Versenyző          | Versenyszám | Pont      | Helyezés  | Pont    | Helyezés |
| ------------------ | ----------- | --------- | --------- | ------- | -------- |
| Mohammed el-Kászem | Skeet       | 112       | 49.*      | kiesett | kiesett  |

* - három másik versenyzővel azonos eredményt ért el

## Úszás
Férfi
| Versenyző   | Versenyszám | Előfutam | Előfutam | Előfutam | Döntő   | Döntő   | Döntő   | Helyezés |
| Versenyző   | Versenyszám | Idő      | Hely.    | Össz.    | Típus   | Idő     | Hely.   | Helyezés |
| ----------- | ----------- | -------- | -------- | -------- | ------- | ------- | ------- | -------- |
| Omar Dallál | 400 m gyors | 4:41,12  | 3.       | 34.      | kiesett | kiesett | kiesett | kiesett  |

Női
| Versenyző  | Versenyszám  | Előfutam | Előfutam | Előfutam | Döntő   | Döntő   | Döntő   | Helyezés |
| Versenyző  | Versenyszám  | Idő      | Hely.    | Össz.    | Típus   | Idő     | Hely.   | Helyezés |
| ---------- | ------------ | -------- | -------- | -------- | ------- | ------- | ------- | -------- |
| Míra Gnejm | 200 m vegyes | 2:56,99  | 3.       | 43.      | kiesett | kiesett | kiesett | kiesett  |